# محافظة بيرافيا
محافظة بيرافيا (بالإسبانية: Provincia de Peravia)‏ هي محافظة في جمهورية الدومينيكان، بلغ عدد سكانها 217,241 نسمة وذلك حسب إحصائيات سنة 2014، عاصمتها باني، تبلغ مساحتها 792.33 كيلومتر مربع.